# ChEMBL
La ChEMBL o ChEMBLdb és una base de dades manualment comissariada química de molècules bioactives amb propietats similars als medicaments. És mantingut per l'European Bioinformatics Institute (EBI) (Institut Europeu de Bioinformàtica), de l'European Molecular Biology Laboratory (EMBL) (Laboratori Europeu de Biologia Molecular), amb seu al Wellcome Trust Genome Campus, Hinxton, Regne Unit.
La base de dades, originalment coneguda com a Starlite, ha estat desenvolupada per una companyia de biotecnologia anomenada Inpharmatica Ltd posteriorment adquirida per Galapagos NV. Les dades van ser adquirides per EMBL el 2008 amb un premi de The Wellcome Trust, donant lloc a la creació del grup de quimiogenòmica ChEMBL a l'EMBL-EBI, dirigit per John Overington.